# Hécatompédon
L’Hécatompédon ou Hécatompédos, « temple de cent pieds », est un temple grec de l'époque archaïque, construit en calcaire, qui occupait, sur l'acropole d'Athènes, entre -570 et -490, l'emplacement du Parthénon actuel.
Le nom du temple, en grec ancien ἑκατόμπεδος (de ἑκατόν, « cent » et πούς, « pied ») a été trouvé dans les inscriptions : il signifie  « qui a cent pieds de long », soit environ 30 m, bien que sa longueur reconnue atteigne 46 m. L'édifice est également connu sous les noms de Ur-Parthenon et H-Architektur donnés par les archéologues allemands du début du XXe siècle.
L'Hécatompédon n'est connu que par de rares vestiges de sculptures et d'éléments architecturaux en pierre calcaire, exposés au musée de l'Acropole d'Athènes.

## Histoire
Le temple, construit vers -570 / –550, a été démoli par les Athéniens en -490, après la victoire sur les Perses à Marathon, pour laisser place à un édifice éphémère, connu sous le nom d'ancien Parthénon ou Préparthénon, qui à son tour fut détruit par les Perses en -480 et finalement remplacé par le Parthénon actuel au milieu du -Ve siècle. 
L’existence de l'Hécatompédon est attestée par des documents historiques. Ses fondations ont disparu, mais des érudits ont assigné à ce temple des éléments architecturaux et sculpturaux trouvés dans la partie sud du mur mycénien de l'Acropole.

## Archéologie
Comme pour beaucoup d'autres découvertes archéologiques sur l'Acropole, les descriptions initiales de l'Hécatompédon à la fin du XIXe siècle étaient fondées uniquement sur des fragments architecturaux et sculpturaux. Dans ce contexte, l'Hécatompédon était connu sous le nom de H-Architektur dans les descriptions et le catalogage, à côté d'autres bâtiments, tels que A- , B-Architektur, etc..

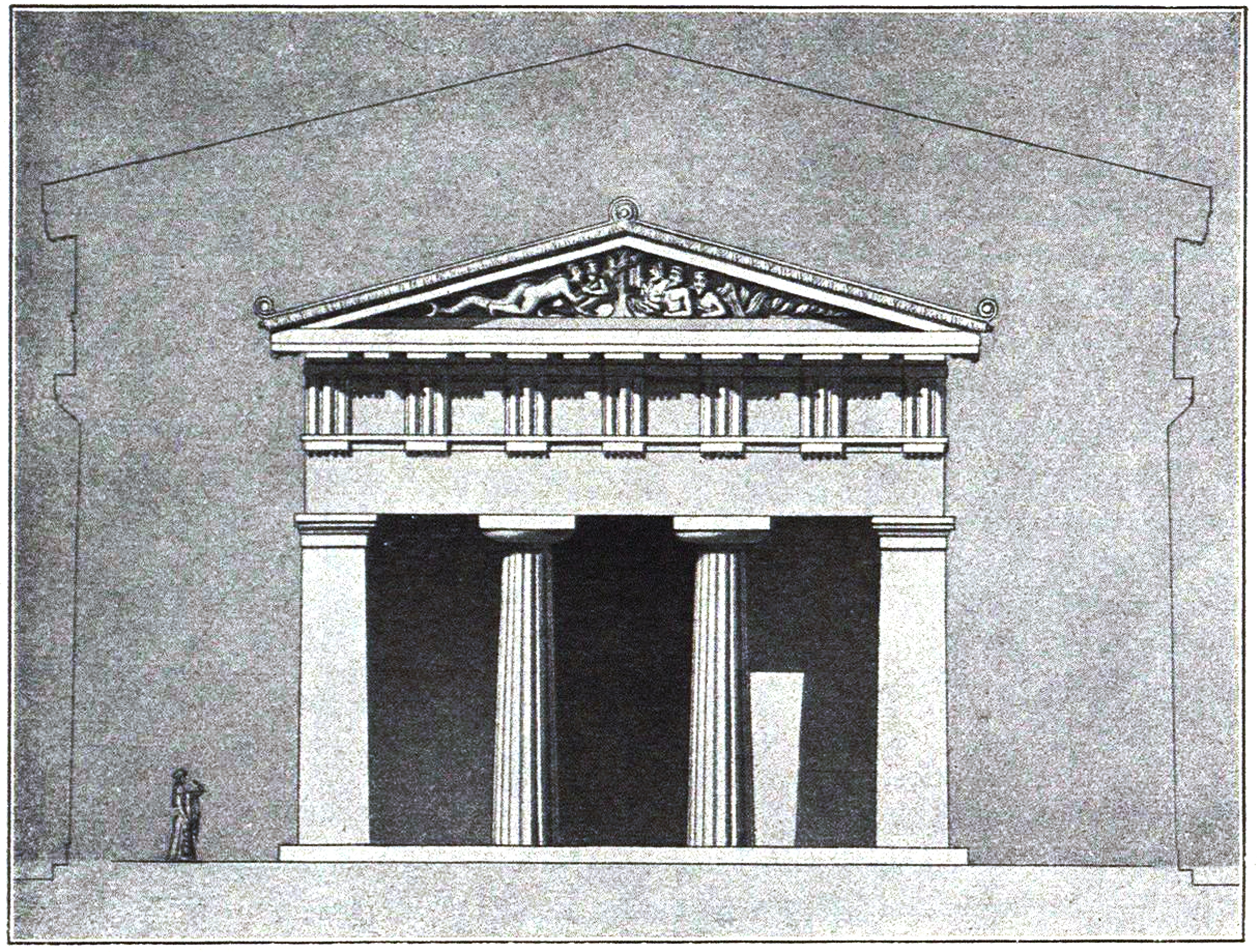
Élévation hypothétique (obsolète) de l'Hécatompédon, selon Theodor Wiegand, 1905.

La description du temple ainsi que son emplacement présumé ont changé depuis les premières descriptions de Wilhelm Dörpfeld. Dörpfeld avait attribué tous les fragments au vieux temple d’Athéna voisin, situé entre l'Érechthéion et l'actuel Parthénon. En 1904, Theodor Wiegand émit l' hypothèse que H-Architektur était un temple non-periptère situé à l'emplacement de l'ancien temple d'Athéna, et était en fait une étape antérieure du temple ancien qui a été développé plus tard avec une péristasis. De plus, il a identifié H-Architektur comme étant l'Hécatompédon mentionné dans des inscriptions anciennes,. Cependant, en 1922, Ernst Buschor émit l'hypothèse que H-Architektur se trouvait réellement au sud, sur le site de l'actuel Parthénon, et le nomma Ur-Parthénon , qui signifie en allemand « Parthénon original »,. En 1936, les recherches approfondies de Walter-Herwig Schuchhardt sur les fragments et sculptures subsistants prouvèrent que les frontons du temple devaient être plus grands que ceux envisagés auparavant. En conséquence, il proposa un temple périptère au lieu des reconstructions précédentes qui comprenaient un temple distyle ou tristyle in antis,.
Des recherches ultérieures menées par William Bell Dinsmoor, Immo Beyer et d’autres, ainsi que des corrélations historiques entre les fragments subsistants et la destruction de l’Acropole par les Perses en -480 ont conduit à l’hypothèse actuelle, selon laquelle l'Hécatompédon était un temple dorique périptère hexastyle avec une crépis longue de 46 mètres et qui était situé sur l'emplacement du Parthénon.

## Frontons

### Fronton ouest

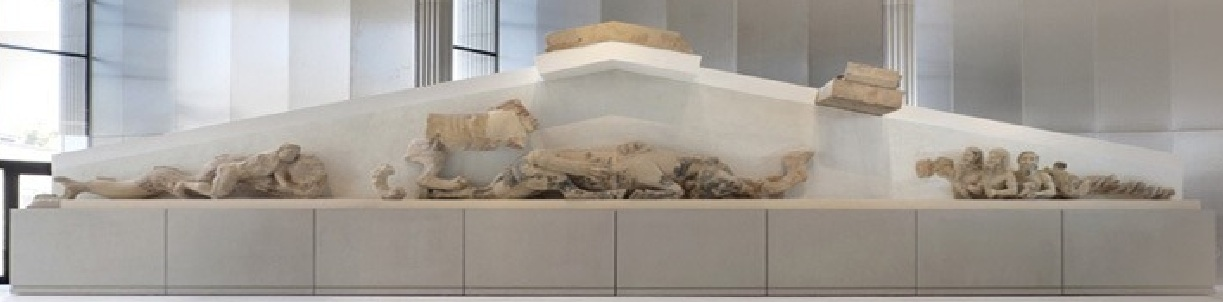
Fronton ouest

Un des frontons (peut-être le fronton ouest) renfermait deux lions déchirant un taureau au centre, Héraclès se battant contre Triton à gauche et le démon à trois corps avec les symboles des trois éléments de la nature dans ses mains à droite. Les trois corps du monstre ailé tiennent une vague, une flamme et un oiseau et ont des queues de serpents entrelacées, symbolisant les quatre éléments naturels : l'eau, le feu, l'air et la terre. Il représente soit Nérée, soit Typhon. Globalement, la signification de tout le fronton ouest est mystérieuse. Certains spécialistes pensent qu'il signifie que la sagesse humaine domine sur l'humidité : les lions sont des animaux terrestres, tandis que le taureau représente l'humidité. En outre, Triton et Nérée étaient tous deux des créatures marines vaincues par Héraclès qui se rendait au jardin des Hespérides, ce qui lui valut l'immortalité.
| Objet  | Description | Origine et datation                 |
| ------ | --- | ----------------------------------- |
| 35     | Hécatompédon Fragments du fronton du temple archaïque dit Hécatompédon « temple de cent pieds », situé sur l'acropole d'Athènes, à l'emplacement du Parthénon actuel et démoli en -490, après la victoire de Marathon. À cette place se sont donc succédé trois temples : l'Hécatompédon (avant -490), puis le très éphémère Préparthénon (de -490 à -480, inachevé), enfin le Parthénon. Monstre à triple corps et queue de serpent. Le premier monstre apporte l'eau, le second, le feu et le troisième, l'air. | Acropole d'Athènes ca. -570.        |
| 9 - 55 | Apothéose d'Héraclès Fronton archaïque de petite taille, figurant la réception d'Héraclès par Zeus et Héra. Éléments brisés d'un fronton archaïque, découverts en 1888 à l'est du Parthénon. Ce fronton peut appartenir au premier temple dit « Hécatompédon » ou à un autre bâtiment annexe. Hauteur : 94 cm | Acropole d'Athènes Vers -570 / -550 |

### Fronton est
Le fronton est, également appelé fronton de la lionne, renferme au centre deux lions placés symétriquement tuant un veau (un seul a été retrouvé) et deux serpents aux angles latéraux. Le sens de cette scène est inconnu. La lionne a des détails féminins (poitrine) et masculins (crinière), probablement en raison du manque de connaissances des artistes grecs sur ces animaux, qui ne peuplaient plus la Grèce au -VIe siècle.
Parmi les autres sculptures subsistantes figurent quatre chevaux et deux panthères sculptées en relief, issus des métopes du temple, et une gorgone très fragmentaire provenant de l'acrotère central.

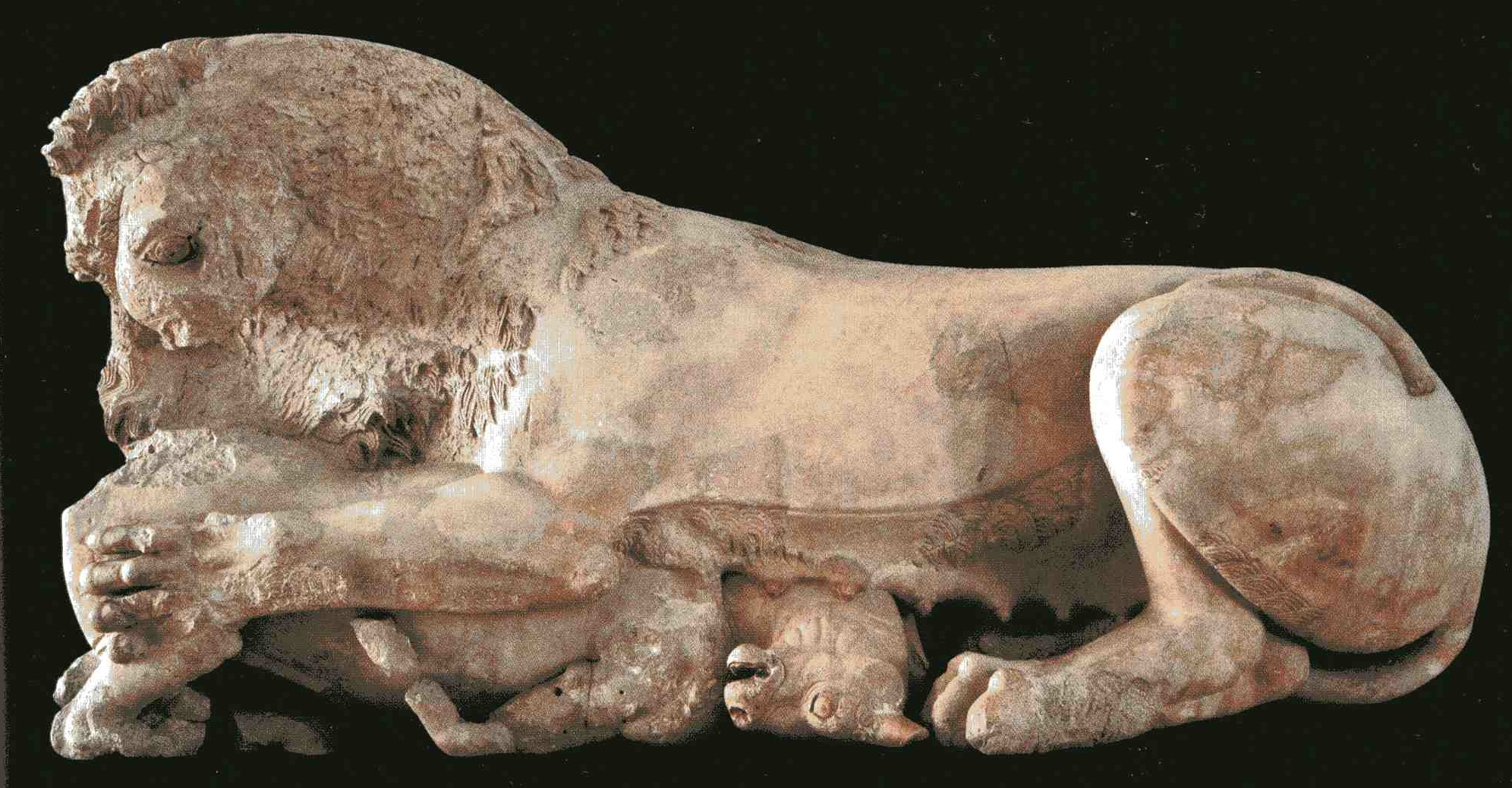
Lionne dévorant un veau, au centre du fronton est.

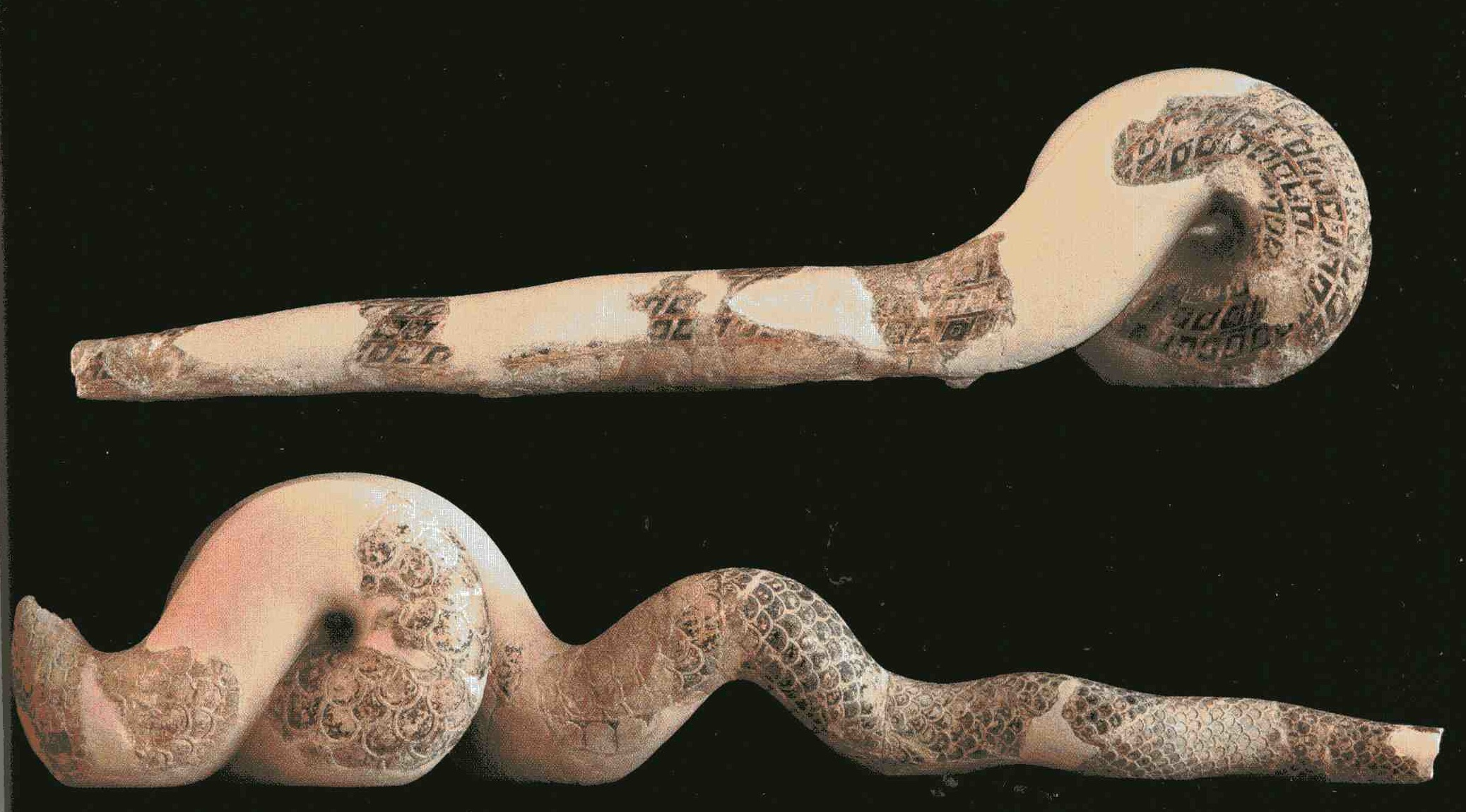
Corps de serpents, aux coins droit et gauche du fronton est.
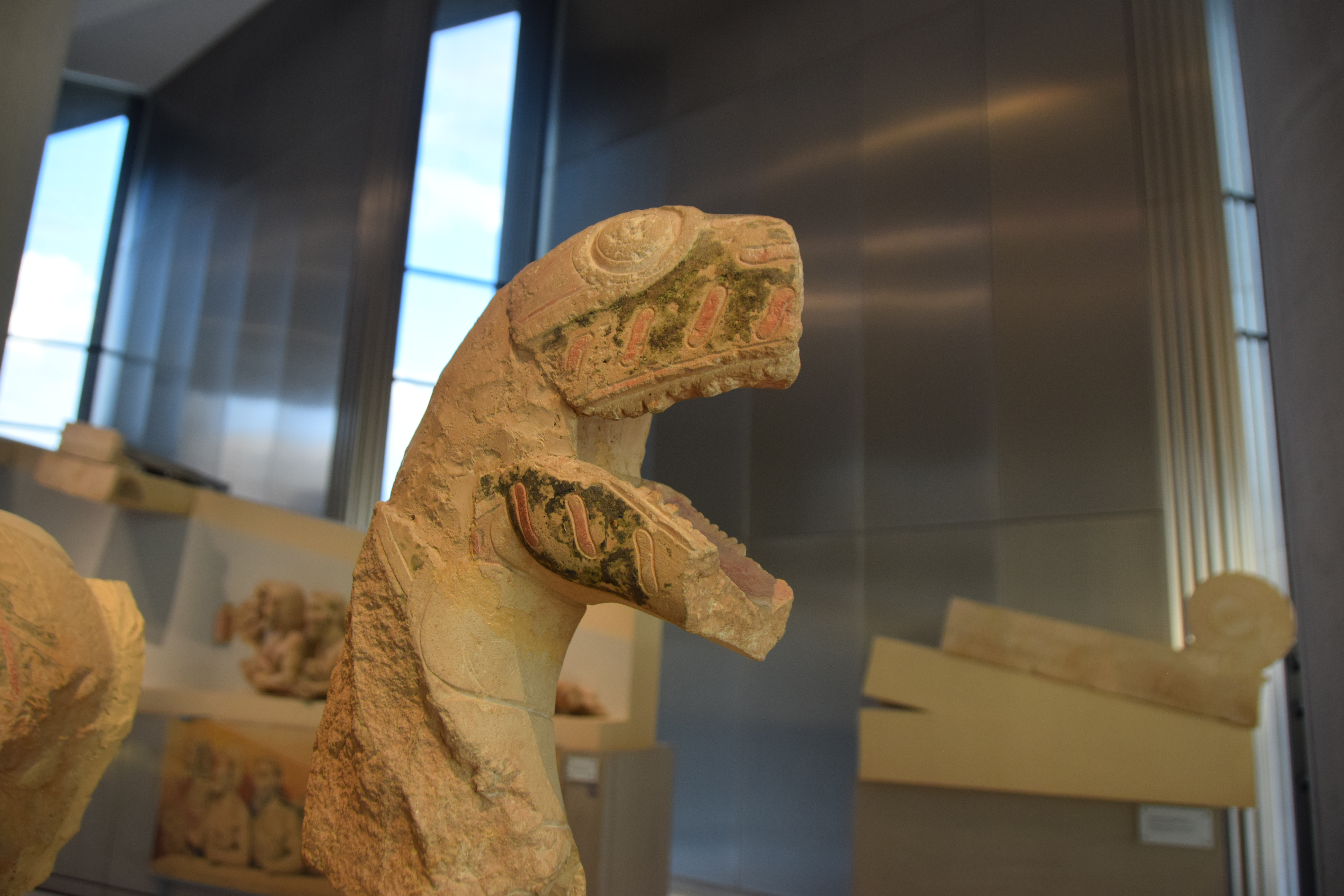
Tête monstrueuse, devant le serpent du coin gauche.

### Style
Les sculptures étaient peintes, tout comme d'autres temples de la Grèce antique, et les couleurs ont largement survécu grâce au calcaire. Le style des sculptures est typique du début de la période archaïque. Les scènes des frontons et des métopes sont semi-narratives, comprenant des figures humaines ou moitié humaines, moitié animales, avec des animaux placés de manière symétrique ou répétitive, rappelant les motifs de la céramique grecque contemporaine. Les humains sont caractérisés par le sourire archaïque ; les corps humains et animaux sont sculptés avec un manque de confiance par rapport aux sculptures du temple d'Athéna Polias, construit sur l’Acropole un demi-siècle plus tard. 

## Sources, références
1. 1 2 3 4 5  Manolis Korres, "Topographic Issues of the Acropolis", Archaeology of the City of Athens a site by the National Hellenic Research Foundation. Retrieved in August 2018.
2. ↑  Wilhelm Dörpfeld: Der alte Athenatempel auf der Akropolis. In: Mitteilungen des Deutschen Archäologischen Instituts, Abteilung Athen. Bd. 11, 1886, S. 337–51; Wilhelm Dörpfeld: Der alte Athenatempel auf der Akropolis II. In: Mitteilungen des Deutschen Archäologischen Instituts, Abteilung Athen. Bd.  12, 1887, S. 25–61. 190–211; Wilhelm Dörpfeld: Das Hekatompedon in Athen. In: Jahrbuch des Deutschen Archäologischen Instituts. Bd. 34, 1919, S. 1–40.
3. ↑  Theodor Wiegand, Die archaische Poros-Architektur der Akropolis zu Athen, German Academy of Sciences in Berlin, 1904.
4. ↑  Ernst Buschor, "Burglöwen", Mitteilungen des Deutschen Archäologischen Instituts, Athenische Abteilung, Deutsches Archäologisches Institut / Abteilung Athen, 47.1922.
5. ↑  Walter-Herwig Schuchhardt, "Die Sima des alten Athenatempels der Akropolis", Mitteilungen des Deutschen Archäologischen Instituts, Athenische Abteilung, 60–61, 1935–36, 1–98.
6. ↑  (en) Catharine Titi, The Parthenon Marbles and International Law, Springer, 2023 (ISBN 978-3-031-26356-9, lire en ligne), p. 142

- Stamatia Eleftheratou, Acropolis Museum, guide, Acropolis Museum Editions, Athens 2014
- The Hekatompedon at the website of the Acropolis Museum ; Retrieved 19 November 2014
- Hekatompedos, the archaic Parthenon at the website of the Acropolis Museum